# قانون كيفن

## قانون كيفن
قانون كيفن (كما أشير إليه في مقدمة النائبة آنا إيشو للقانون في عام 2005 وفي الفيلم الوثائقي «الغذاء» عام 2008، ويعرف القانون رسميا باسم قانون تخفيض مسببات أمراض اللحوم والدواجن لعام 2003) وقد اقترح تشريعا كان من شأنه أن يمنح وزارة الزراعة الأمريكية سلطة إغلاق المصانع التي تنتج اللحوم الملوثة.
ويرجع اسم هذا القانون إلى اسم الطفل كيفن كوالك كولك من كولورادو البالغ من العمر عامين الذي توفي في عام 2001 بعد إصابته بمتلازمة انحلال الدم اليوريمي بسبب تناول الهامبورغر الملوث بإشريكية القولون O157: H7.
تم تقديم مشروع القانون من قبل النائب آنا إيشو، ودي-بالو ألتو في تقرير لهيئة حقوق الإنسان رقم 3160، في اجتماع الكونغرس ال 109  ومع ذلك لم يصبح هذا القانون قانونًا مطلقًا؛ حيث تم إحالته إلى اللجنة ولكن لم يذكر عنه أية معلومات.
وفي عام 2011 وقع الرئيس الأمريكي باراك أوباما قانون تحديث سلامة الأغذية (FSMA) الذي قدمته النائبة بيتي سوتون، ويضم هذا القانون البنود الأساسية لقانون كيفن.
سيعزز قانون كيفن من قدرة الحكومة الأمريكية على منع اللحوم والدواجن الملوثة من دخول الإمدادات الغذائية من خلال:
مطالبة وزارة الزراعة الأمريكية (USDA) بتحديد مسببات الأمراض التي تهدد صحة الإنسان (على سبيل المثال، السلمونيلا، E. coli O157: H7 ، والليستريا مولدة اللوجيدات)
مطالبة وزارة الزراعة الأمريكية بوضع معايير أداء لتقليل وجود مسببات المرض هذه في اللحوم والدواجن.
التأكيد على أن وزارة الزراعة لديها السلطة لفرض معاييرها الخاصة عن طريق إغلاق المصانع التي تنتهك باستمرار المعايير الصحية الأساسية، وقد اعتبرت المحاكم أن وزارة الزراعة الأمريكية لا تملك هذه السلطة في ظل عدم وجود تشريع صريح بذلك.